# Martin Gustavsson
Martin Gustavsson, född den 5 november 1980 i Bunkeflostrand, är en svensk före detta landslagssimmare som tävlade för Malmö KK. Han var nordisk rekordhållare på 100 m bröstsim långbana, samt svensk rekordhållare på 50,100 och 200 m bröstsim långbana och 100 och 200 m kortbana (det svenska rekordet på 200 m långbana sattes den 13 maj 2004 och stod sig till den 13 april 2014). Han deltog i Olympiska spelen 2000 och 2004

## Meriter

### Svenska mästerskapen
Gustavsson vann 34 individuella SM-guld i bröstsim och därtill flera lagkappsguld med MKK:
|                | Kortbana | Kortbana | Kortbana | Kortbana | Kortbana | Kortbana | Kortbana | Kortbana | Kortbana | Kortbana | Kortbana | Kortbana | Kortbana | Kortbana |
| Distans        | 1997     | 1998     | 1999     | 2000     | 2001     | 2002     | 2003     | 2004     | 2005     | 2006     | 2007     | 2008     | 2009     | 2010     |
| -------------- | -------- | -------- | -------- | -------- | -------- | -------- | -------- | -------- | -------- | -------- | -------- | -------- | -------- | -------- |
| 50 m bröstsim  |          |          |          |          |          |          |          |          |          |          |          |          |          |          |
| 100 m bröstsim |          |          |          |          |          |          |          |          |          |          |          |          |          |          |
| 200 m bröstsim |          |          |          |          |          |          |          |          |          |          |          |          |          |          |
| 200 m medley   |          |          |          |          |          |          |          |          |          |          |          |          |          |          |
| 4×50 m medley  |          |          | S        | [ 8 ]    |          | [ 9 ]    | [ 10 ]   |          |          |          |          |          |          |          |
| 4×100 m medley |          |          |          |          |          | [ 9 ]    | [ 12 ]   |          |          |          |          |          |          |          |
| 4×200 m frisim |          |          | S        | [ 14 ]   |          |          |          |          |          |          |          |          |          |          |
|                | Långbana |          |          |          |          |          |          |          |          |          |          |          |          |          |
| Distans        | 1997     | 1998     | 1999     | 2000     | 2001     | 2002     | 2003     | 2004     | 2005     | 2006     | 2007     | 2008     | 2009     | 2010     |
| 50 m bröstsim  |          |          |          |          |          |          |          |          |          |          |          |          |          |          |
| 100 m bröstsim |          |          |          |          |          |          |          |          |          |          |          |          |          |          |
| 200 m bröstsim |          |          |          |          |          |          |          |          |          |          |          |          |          |          |
| 4×100 m medley | [ 19 ]   |          |          | [ 20 ]   | [ 21 ]   | [ 22 ]   | [ 23 ]   | [ 24 ]   |          |          |          |          |          |          |
| 4×100 m frisim |          |          |          |          | [ 21 ]   |          |          | [ 26 ]   |          |          |          |          |          |          |
| 4×200 m frisim |          |          | [ 28 ]   |          | [ 21 ]   | [ 29 ]   | [ 23 ]   | [ 26 ]   |          |          |          |          |          |          |

S = Malmö KK tog silver, men laguppställning saknas.

### Olympiska spel, Världsmästerskap och Europamästerskap
Vid de Olympiska spelen år 2000 i Sydney gick Martin Gustavsson vidare från försöken på 200 m bröstsim, men gick inte vidare från semifinal (15:e tid). Han simmade också i det svenska laget på 4×100 m medley, men detta gick ej vidare till final (10:e tid).
Vid OS 2004 i Aten blev Gustavsson utslagen i försöken på 100 m bröstsim (22:a tid) och på 200 m (27:e tid).
Martin Gustavsson gick till final på 200 m bröstsim vid Världsmästerskapen i kortbanesimning 2004 och slutade på femte plats i denna, dessutom hade han delad åttonde tid i semifinal på 100 m (men norske Alexander Hetland fick finalplatsen) och delad tionde tid i semifinal på 50 m.
Gustavsson ingick i det svenska lagkappslaget som tog silver på 4×100 m medley vid Långbane-EM 2000 och 2004 gick han till final på alla tre bröstsimsdistanserna (och blev femma!).
Placeringar vid OS, VM och EM i simning:
|                | Kortbana | Kortbana | Kortbana | Kortbana | Kortbana | Kortbana | Kortbana | Långbana  | Långbana  | Långbana  | Långbana  | Långbana  | Långbana  | Långbana  | Långbana  | Långbana  | Långbana  |
| Distans        | EM 2000  | VM 2000  | VM 2002  | VM 2004  | EM 2005  | VM 2006  | EM 2008  | EM 2000   | OS 2000   | VM 2001   | EM 2002   | VM 2003   | EM 2004   | OS 2004   | VM 2005   | EM 2006   | EM 2008   |
| -------------- | -------- | -------- | -------- | -------- | -------- | -------- | -------- | --------- | --------- | --------- | --------- | --------- | --------- | --------- | --------- | --------- | --------- |
| 50 m bröstsim  | 12       | 18       | 22       | 10       | 11       | 8        | 15       |           |           |           | DNS       | 18        | 5         |           | 11        | 8         | DNS       |
| 100 m bröstsim | 6        | 13       | 14       | 8        | 10       | 13       | 20       | 11        |           | 24        | 10        | 12        | 5         | 22        | 23        | 14        | 19        |
| 200 m bröstsim | 4        |          | 8        | 5        |          | 9        | 13       | 6         | 15        | 11        | 8         | 10        | 5         | 27        | 26        | 24        |           |
| 4×50m medley   | 8        |          |          |          | 8        |          |          | ingick ej | ingick ej | ingick ej | ingick ej | ingick ej | ingick ej | ingick ej | ingick ej | ingick ej | ingick ej |
| 4×100 m medley |          | 11       | 5        |          |          |          |          |           | 10        | 9         | 6         | 13        | 8         |           |           | 8         |           |

Finalplatser ljusblå. DNS=Anmäld, men startade ej.

## Personbästa
Martin Gustavssons personrekord på valda distanser:
|          | Frisim     | Frisim     | Frisim       | Frisim       | Bröstsim   | Bröstsim     | Bröstsim     | Medley     | Medley       | Medley       |
| Distans  | 50 m       | 100 m      | 200 m        | 400 m        | 50 m       | 100 m        | 200 m        | 100 m      | 200 m        | 400 m        |
| -------- | ---------- | ---------- | ------------ | ------------ | ---------- | ------------ | ------------ | ---------- | ------------ | ------------ |
| Kortbana | 23,53 2005 | 52,00 2005 | 1.51,83 2005 | 4.00,06 2005 | 27,13 2008 | 59,02 2006   | 2.07,66 2003 | 59,43 2002 | 2.02,86 2004 | 4.26,88 2006 |
| Långbana |            | 53,33 2004 | 1.55,05 2005 | 4.05,10 2005 | 27,93 2008 | 1.01,84 2004 | 2.13,81 2004 |            | 2.08,85 2005 |              |

Tidigare svenska rekord markerade med ljusblått.